# Mama – Nic
Mama – Nic – polski serial fantastyczny dla dzieci z 1993 roku.

## Treść
Główna bohaterka serialu, samotna mama wychowująca czworo dzieci bierze udział w konkursie na najlepsze zdjęcie do plakatu reklamowego. Jednak po sesji zdjęciowej... znika. Nikt, oprócz jej dzieci nie jest w stanie jej zobaczyć ani usłyszeć.

## Liczba odcinków
1. Fotomodelka
2. Ucieczka
3. U Cioci Miry
4. Negatyw

## Obsada aktorska
- Danuta Stenka − mama
- Magda Gensler − Maga
- Beata Żurek − Aga
- Leszek Knasiecki − Leszek
- Krzysztof Nguyen − Krzyś
- Lech Łotocki − fotograf
- Krystyna Feldman − asystentka fotografa
- Jerzy Zygmunt Nowak − policjant
- Grażyna Korin − sąsiadka
- Antonina Choroszy − opiekunka społeczna
- Sława Kwaśniewska − pani Prusik
- Wojciech Standełło − nauczyciel
- Irena Dudzińska − dyrektorka
- Paweł Binkowski − Doktor Jacek
- Elżbieta Jarosik − Ciocia Mira
- Michał Grudziński − wuj Karol
- Tadeusz Drzewiecki − Budner
- Katarzyna Bujakiewicz − modelka